# سان غارثيا دي إنخيلموس
بلدية سان غارثيا دي إنخيلموس (بالإسبانية: San García de Ingelmos) هي بلدية تقع في مقاطعة آبلة التابعة لمنطقة قشتالة وليون وسط إسبانيا.

## الديموغرافيا
بلغ عدد سكان بلدية سان غارثيا دي إنخيلموس 106 نسمة عام 2011 (وفقاً للمعهد الوطني للإحصاء الإسباني).
| 186 | 173 | 151 | 133 | 127 | 118 | 106 |